# Dynge borgruin

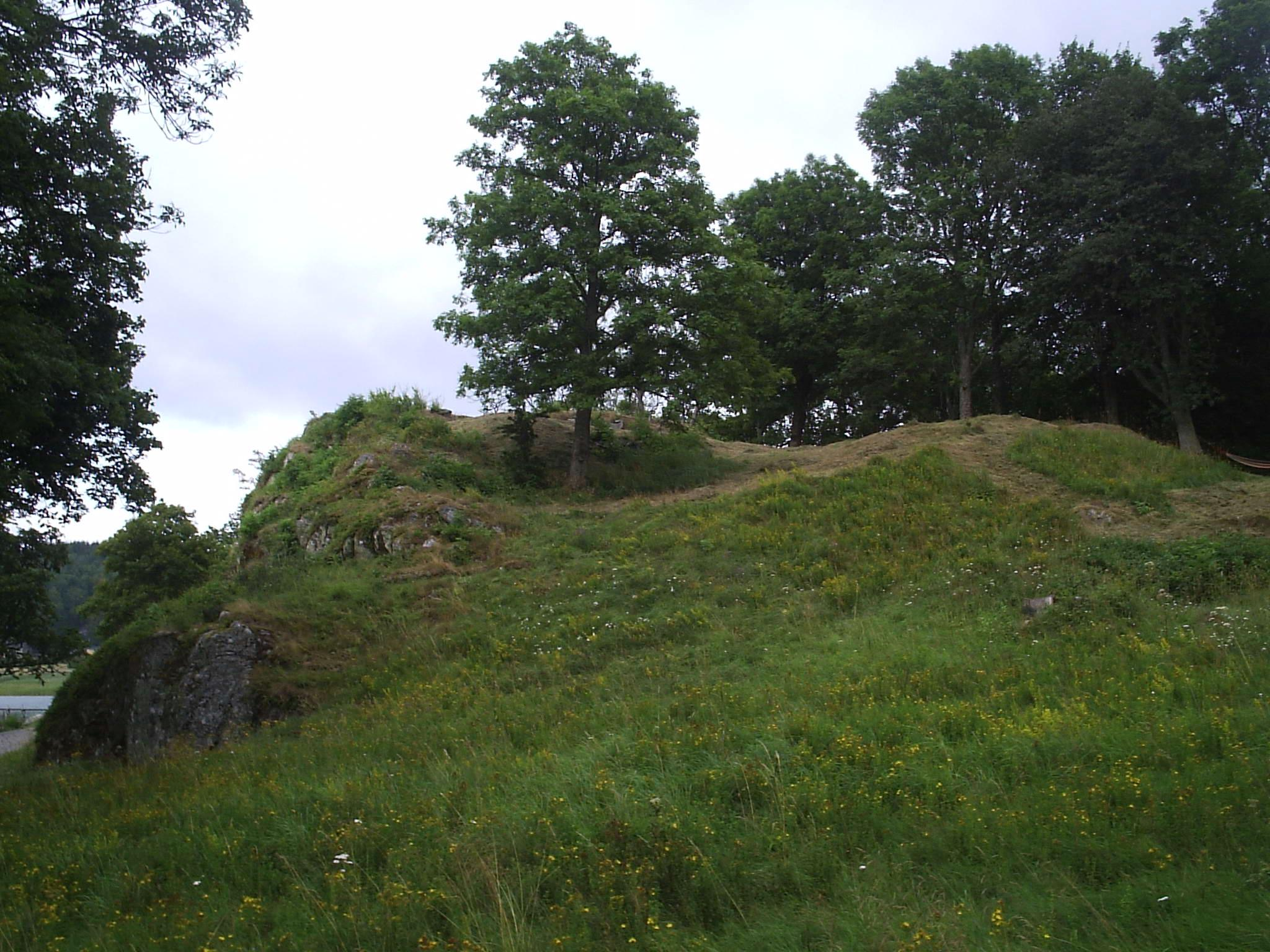
Dynge borgruin.

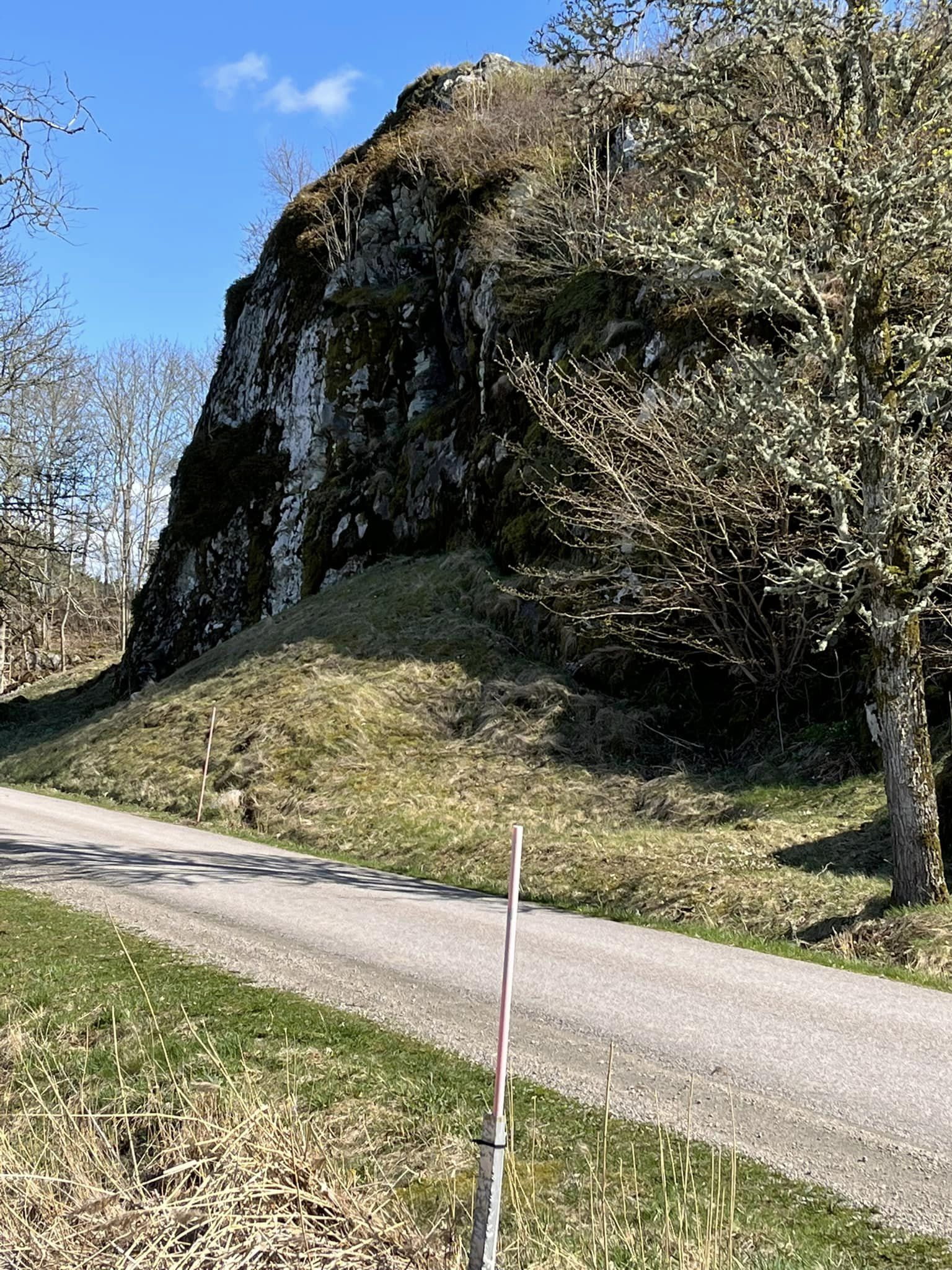
Dynge borgruin ligger på ett cirka 10 meter högt brant berg. Det måste ha varit lätt att försvara då det är brant berg eller branta slänter på alla sidor.

Dynge borgruin eller Dynge hus som det kallades på sin tid, var tidvis en norsk riksborg, verkade som en befäst borg från cirka 1250 till 1500-talets början, då den brann ned. Den är belägen i Skredsviks socken i Uddevalla kommun i Bohuslän och omnämns i det norska diplomatariet ett flertal gånger. Borgen utgrävdes 1912–1913 av Wilhelm Berg, som även grävde ut Ragnhildsholmen på 1880-talet, vars borgs tillkomst var samtida med Dynge hus och hade flera likheter. Dynge hus låg cirka 18 kilometer från Dragsmarks kloster.

## Externa länkar

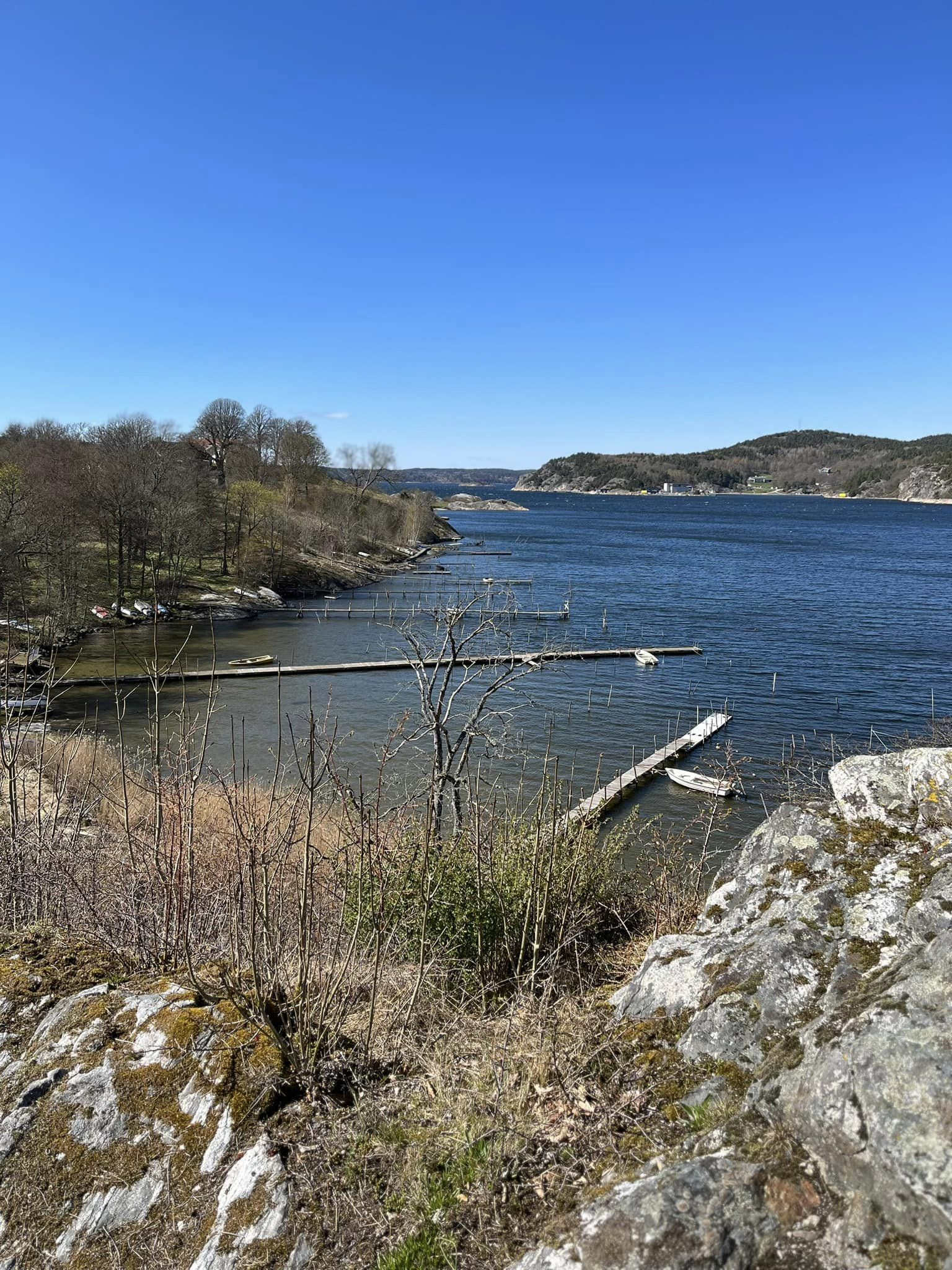
Utsikten från berget är bedövande vacker. Det är lätt att inse att placeringen av borgen måste ha varit strategiskt viktig i kampen mellan Norge och Sverige.